# Tończa (Sokołów)
Pour les articles homonymes, voir Tończa.
Tończa [ˈtɔɲt͡ʂa] est un village polonais de la gmina de Jabłonna Lacka dans le powiat de Sokołów et dans la voïvodie de Mazovie, au centre-est de la Pologne.